# Grumman F7F Tigercat

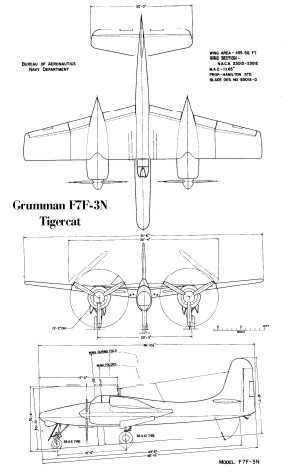
Схематичне зображення важкого винищувача «Грумман» F7F «Тайгеркет»

«Грумман» F7F «Тайгеркет» (англ. Grumman F7F Tigercat) — американський важкий винищувач виробництва авіакомпанії Grumman, що перебував на озброєнні військово-морських сил та Корпусу морської піхоти США з кінця Другої світової війни до 1954 року. Це був перший двомоторний винищувач, який був на озброєнні американського флоту. Хоча «Тайгеркет» був доставлений надто пізно, щоб взяти активну участь у бойових діях у Другій світовій війні, він діяв як нічний винищувач і штурмовик під час Корейської війни.
Спочатку літак розроблявся як палубна версія винищувача для дій з важких ударних авіаносців типу «Мідвей», втім F7F раннього виробництва були наземними варіантами. Літак виявився занадто великим, щоб працювати зі старих і незначних за розміром авіаносців, і лише пізній варіант (F7F-4N) був адаптований як літак авіаносної авіації ВМС США.

## Конструкція та дизайн

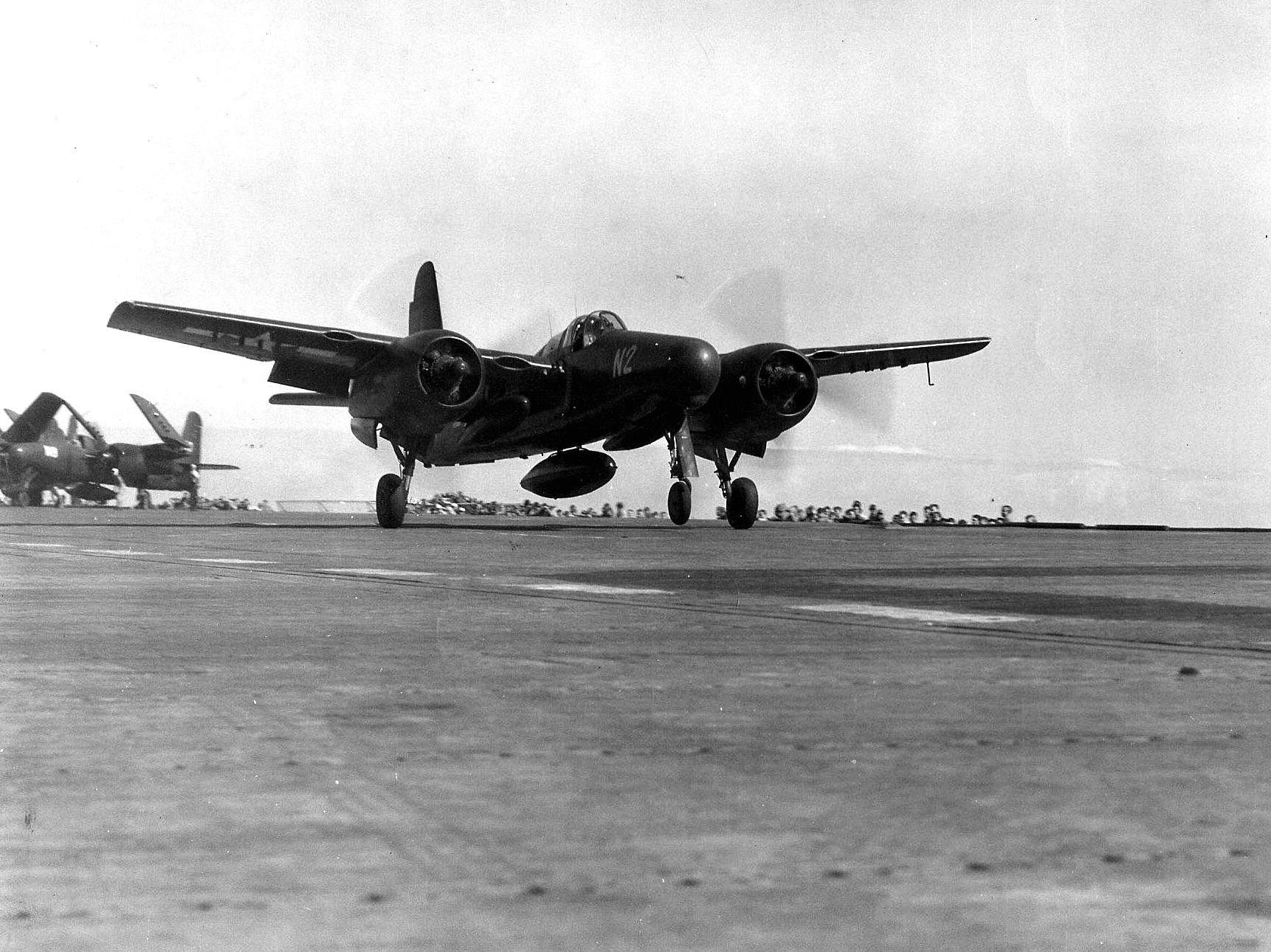
Винищувач F7F-3N злітає з авіаносця «Тарава». Грудень 1946

Важкий винищувач F7F «Тайгеркет» — одномісний суцільнометалевий вільнонесучий середньоплан з двома радіальними 18-циліндровими двигунами компанії Pratt & Whitney.
Фюзеляж — напівмонокок з товстою працюючої обшивкою. Конструктивно складалася із трьох частин. У носовій частині розташована чотирикулеметна батарея з боєкомплектом, а також колодязь носової стійки шасі. У середній частині фюзеляжу розташовувалась кабіна льотчика, що мала бронеспинку, передній екран, бронепіддон та бронескло у козирку ліхтаря. Ліхтар льотчика зрушувався назад. За бронеспинкою розташовувалися протестовані бензобаки, радіостанція, а також кисневе та протипожежне обладнання. За ліхтарем кабіни у верхній частині фюзеляжу вмонтована радіощогла. Хвостова балка була пустотіла, її верхня частина утворювала форкіль. Вертикальне оперення мало дволонжеронну конструкцію.
У нижній частині балки розташовувався масивний сталевий лонжерон, до якого кріпився посадковий гак — «жало» з гідравлічним приводом відхилення.
Крило — дволонжеронне із заднім додатковим лонжероном. Механізація крила складалася із чотирьох секцій закрилків. У передній частині розташовані чотири масляні радіатори з індивідуальними повітрозабірниками овального перерізу. Між головними лонжеронами частини крила, що не складається, розташовано два паливні баки-кесони. У корені крила розташовувалися гармати та відсіки боєкомплекту. Консолі мають вузли складання. Складання здійснювалося гідравлічно.
Горизонтальне оперення — однолонжеронне, з посиленим носком. Кермо висоти та елерони мають металеву обшивку, кермо напряму — полотняне. У всіх каналах управління були тримери, що відхиляються в польоті, на елеронах — ще й відгибні пластини.
Шасі — з носовою опорою. Всі стійки — консольні схеми, забиралися гідравлічно та розгорталися назад у фюзеляж (носова) та в мотогондоли (основні). Всі стійки — одноколісні, на носовій демпфер.
Силова установка — 18-циліндрові дворядні зіркоподібні двигуни повітряного охолодження Pratt & Whitney R-2800-34W «Дабл Восп» потужністю 2100 к. с. з трилопатевими гвинтами постійного числа обертів.
Озброєння — чотири 20-мм авіаційні гармати AN/M3 з боєкомплектом 200 снарядів на ствол і чотири 12,7-мм кулемета Браунінг М2 з боєкомплектом 400 набоїв на ствол. Під складними частинами консолей можна було підвішувати 8 × 127-мм некерованих ракет типу HVAR, а під фюзеляжем — протитанкову бомбу або бомбу до 454 кг.

## Бойове застосування

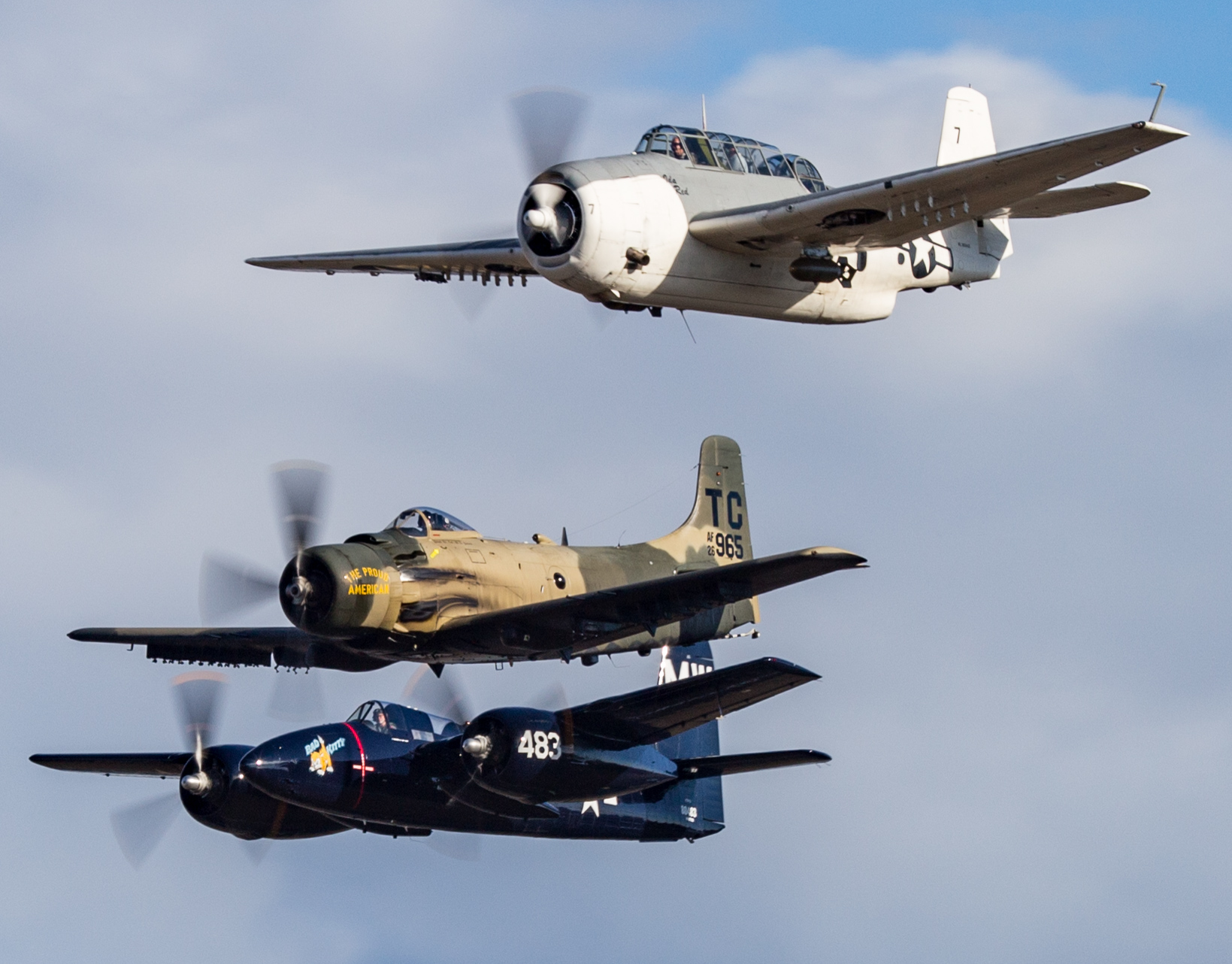
Політ вінтажних американських літаків часів Холодної війни (зверху донизу): Grumman TBF Avenger, Douglas A-1 Skyraider і Grumman F7F Tigercat. 4 вересня 2016

У середині 1944 року на озброєння ескадрильї Корпусу морської піхоти VMF-911 надійшла перша партія винищувачів модифікації F7F-1 з двигунами R-2800-22W. Після випуску 35 F7F-1 перейшли до збирання наступного варіанту — нічного винищувача F7F-2N з моторами R-2800-34W. На літак додався другий член екіпажу — оператор (довелося пожертвувати одним із паливних баків за кабіною льотчика), який обслуговував радар ANN/APS-6, розміщений у носовій частині. Цей варіант «Тайгеркету» призначався в основному для нічних операцій з перехоплення ворожих літаків, проте мав дуже сильну зброю класу «повітря-земля». На зовнішніх вузлах можна було встановити вісім ракет HVAR (калібр 12,7 мм) або три великі Tiny Tim (калібр 29,85 мм). Пропонувався великий вибір бомб: пара по 453 кг вішалася під крилом, а одна, вагою 907 кг — під фюзеляж. У комплект підвісного озброєння входила торпеда Mk13-3, а також морські міни.
З жовтня 1944 по серпень 1945 року випустили 66 F7F-2N, і всі вони надійшли на озброєння ескадрильї нічних винищувачів морської піхоти VMF(N)-533 в Техасі. Цей варіант пройшов цикл випробувань на авіаносці «Антітем», де команда з шести льотчиків виконала у квітні 1945 року 32 нічні посадки. «Палубники» знову з сумнівом відгукнулися про експлуатацію «Тайгеркету», і на озброєння авіаносців літак не прийняли.

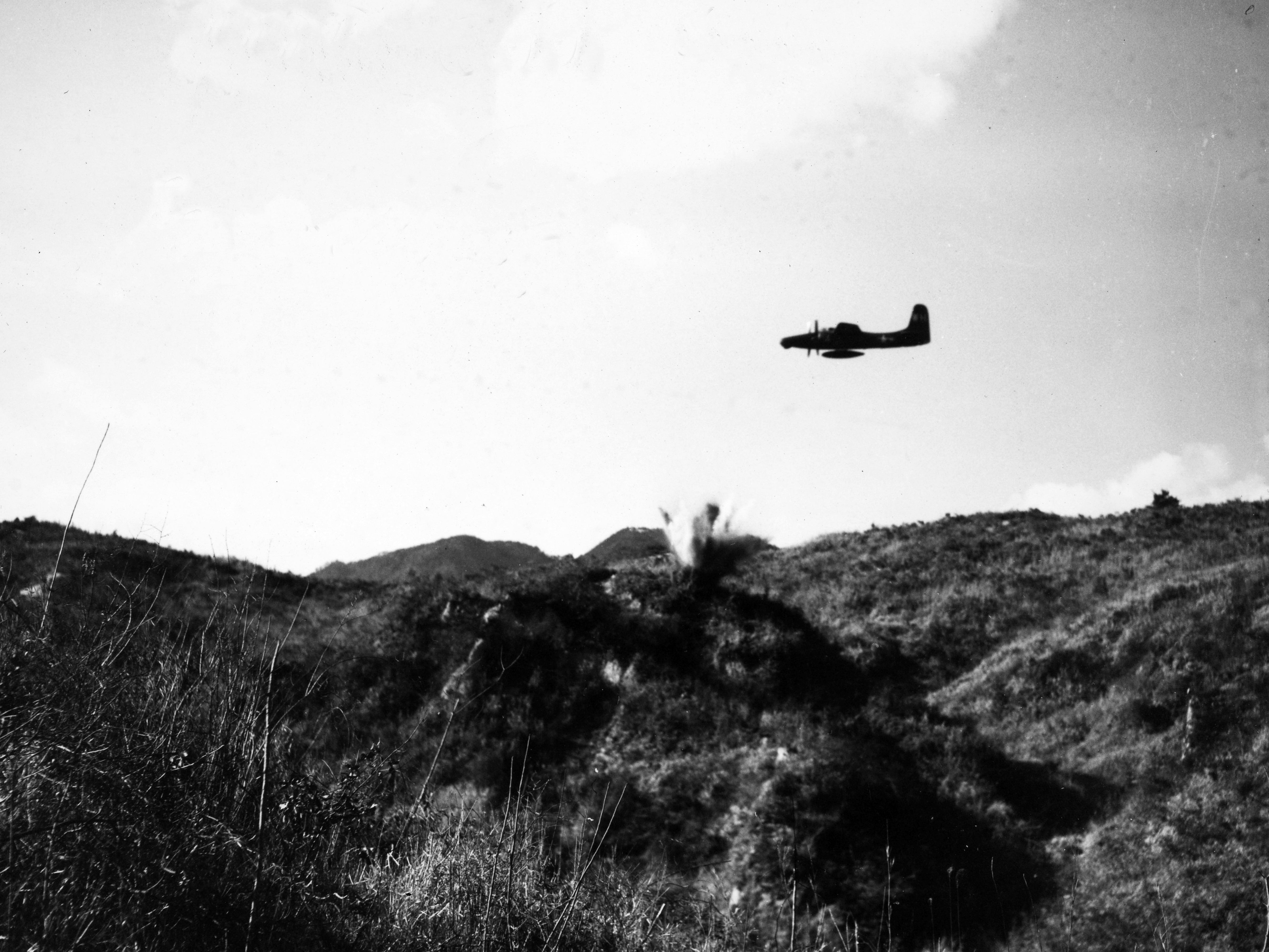
Атака штурмовика F7F-3N «Тайгеркет» по позиціях противника. Корейська війна. Лютий 1951

«Тайгеркетам» так і не довелося спробувати своє потужне озброєння у Другій світовій війні. Перша ескадрилья морської піхоти VMF(N)-533, озброєна цими літаками, прибула на Окінаву лише 14 серпня 1945 р. — за день до капітуляції Японії. Перелетівши у жовтні до Китаю, льотчики частини патрулювали залізницю, якою йшли ешелони з полоненими японськими військами. На початку 1946 р. ескадрилья замінила F7F-2N на більш досконалі F7F-3N і залишалася у Китаї до початку 1947 року, після чого перебазувалася на Гаваї.
«Тайгеркети» активно застосовувалися у Корейській війні. У серпні 1950 року на борту авіаносця «Кейп Есперанс» до Японії прибула ескадрилья нічних винищувачів морської піхоти VMF(M)-542. Незабаром її F7F-3N переправилися в Інчхон для бойових вильотів. У жовтні її посилила VMF(N)-513, в якій, крім «Тайгеркетів», були і винищувачі F4U «Корсар». VMF(N)-542 недовго пробула на півострові та на початку 1951 р. повернулася до США. А «Корсари» та «Тайгеркети» VMF(N)-513 брали участь у бойових діях у Кореї до кінця 1952 року.
Основним призначенням важких винищувачів «Тайгеркет» була авіаційна підтримка своїх військ як штурмовик, а також боротьба з північнокорейськими легкими бомбардувальниками По-2, які тримали в постійній напрузі американські війська. 1 липня 1951 року був збитий перший По-2, що стало першою повітряною перемогою «Тайгеркета» та першою перемогою авіації морської піхоти в Кореї. З липня 1952 року F7F-3N та VMF(N)-513 підтримували «суперфортеці» В-29 у нічних польотах. «Тайгеркети» з'являлися в районі мети трохи раніше за бомбардувальників, намагаючись забезпечити їхню охорону.
Але поршневі винищувачі у небі Кореї вже виглядали застарілими. Під час зустрічі з МіГ-15 у «Тайгеркета» шансів уціліти практично не було. Отже у листопаді 1952 року ескадрилья VMF(N)-513 переозброїлася на реактивні F3D-2 «Скайнайт». Незабаром замінили свої F7F і частини авіації морської піхоти, що залишалися в США. На зміну «Тайгеркетам» прийшли наступні представники фірми «Грумман» — реактивні «Пантери» та «Кугуари».

## Модифікації

### Прототипи
- XP-65 — експериментальний прототип літака, запропонований авіації армії США. 1 екземпляр
- XF7F-1 — прототипи літака. 2 од.
- F7F-1 Tigercat — винищувач-бомбардувальник з 2-ма двигунами Pratt & Whitney R-2800-22W. 34 од.
- F7F-1N Tigercat — одномісний нічний винищувач, оснащений радаром APS-6.
- XF7F-2N — прототип нічного винищувача. 1 екземпляр
- F7F-2N Tigercat — двомісний нічний винищувач. 65 од.
- F7F-2D — незначна кількість переобладнаних в керовані дрони F7F-2N. За кабіною літака було встановлено лобове скло Grumman F8F Bearcat.
- F7F-3 Tigercat — одномісний винищувач-бомбардувальник, оснащений двома Pratt & Whitney R-2800-34W і має збільшений вертикальний стабілізатор для покращення стабільності на великій висоті. 189 од.
- F7F-3N Tigercat — двомісний нічний винищувач. 60 од.
- F7F-3E Tigercat — незначна кількість F7F-3, переобладнана на літаки РЕБ.
- F7F-3P Tigercat — незначна кількість F7F-3, переобладнана на літаки аерофоторозвідки
- F7F-4N Tigercat — двомісний нічний винищувач, оснащений хвостовим гаком та іншим військово-морським обладнанням. 12 од.

## Країни-оператори
США
- ВМС США
- КМП США

## Літаки порівнянної ролі, конфігурації та епохи
- FMA I.Ae. 30 Ñancú
- De Havilland Hornet
- Focke-Wulf Ta 154
- IMAM Ro.57
- Northrop P-61 Black Widow
- North American F-82 Twin Mustang
- Potez 630
- Kawasaki Ki-96
- Kawasaki Ki-102
- Mitsubishi Ki-83